# Tanout (département)
Cet article concerne le département nigérien. Pour la ville nigérienne, voir Tanout.
Tanout est un département du Niger, situé dans la région de Zinder.

## Géographie

La falaise dans le désert au-delà de Tanout.

### Administration
Tanout est un département de 35 447 km2 de la région de Zinder. Son chef-lieu est la ville de Tanout.
Son territoire se décompose en:
- communes urbaines : Tanout ;
- communes rurales : Falenko, Gangara, Ollelewa, Tenhya.

### Situation
Le département de Tanout est entouré par :
- au nord : la région de Agadez (département de Tchirozérine),
- à l'est : le département Gouré,
- au sud : le département Mirriah,
- à l'ouest : la région de Maradi (département de Tessaoua).

<!-- A ajouter éventuellement

## Population
La population est estimée à 475 125 habitants en 2011.

## Économie

### Industrie minière
Une raffinerie de pétrole a commencé son activité en décembre 2011 dans la commune rurale d’Ollelewa, dans ce département. Elle est exploitée par la Société de raffinage de Zinder (SORAZ), une coentreprise entre la China National Petroleum Company (CNPC) et l’état nigérien. 
La raffinerie traite le pétrole extrait dans les gisements d'Agadem, dans la zone du Termit-Ténéré, auxquels elle est reliée par un oléoduc d'environ 520 km. Sa capacité de raffinage est de 20 000 barils par jour (notés bbl/j). La consommation du Niger étant de 7 000 bbl/j, les deux tiers restants doivent être exportés vers les pays voisins.